# Maribichicoa Indijanci
Maribichicoa (Guatahiguala, Maribichicoa-Guatajigiala, Guatajiagua), pleme američkih Indijanaca porodice Supanecan ili Tlapanecan naseljeno u sjeveroistočnim predjelima Salvadora. Maribichicoe predstavljaju ogranak Indijanaca Subtiaba iz Nikaragve, koji su iz područja Leona migrirali na sjever, što je opisao španjolski povjesničar don Gonzalo Fernandez de Oviedo y Valdes. Njihovi potomci su možda Poton Indijanci iz Guatajiague u departmanu Morazán, koji se danas smatraju Lencama. 